# El peregrino (novela)
El peregrino de Compostela (en portugués: O diário de un mago) es la primera novela de Paulo Coelho que se publicó en Brasil en 1987.
El Peregrino de Compostela es fruto de la experiencia vivida durante su peregrinaje por el Camino de Santiago (en el Norte de España) en 1986. En esta primera novela, el escritor brasileño muestra su lado más humano: sus miedos, sus demonios internos, su aprendizaje y es a través de la construcción literaria de varias parábolas que motiva al lector, no sólo a recorrer su propio camino sino a luchar por darle un sentido a su vida para realizar así su leyenda personal. 
Fue en Santiago de Compostela, cuando Paulo Coelho descubrió que su camino no solo no terminaba sino que acababa de comenzar. Un año más tarde publicaría su primer libro. “El camino de Santiago fue el cambio más grande de mi vida; gracias a la peregrinación decidí seguir mi leyenda personal y hacerme escritor. Además, me permitió comprender que la sabiduría se encuentra en las personas comunes y que hay que estar abierto a todo”.
Así pues, se define a sí mismo como “escritor peregrino”.
Es una obra atemporal que ha influenciado a lectores de todas las culturas y países. En 1986 apenas eran 400 peregrinos los que habían recorrido el Camino de Santiago. En el año 2005, según estadísticas no oficiales, serían 400 personas al día y la gran mayoría tenía como referencia esta novela. 

## Argumento
El Peregrino de Compostela es el relato del peregrinaje de Paulo Coelho hacia Santiago en compañía de su guía espiritual, el misterioso y enigmático Petrus, a quien dedica la novela.
La novela inicia en las localidades de Francia, mientras Paulo intenta convertirse en Maestre de la Orden de RAM (del latín: Regnum, Agnus, Mundi, "Rigor, Amor, Misericordia"). Cuando ya estaba finalizando la ceremonia, Paulo comete un error en su ordenación. Es entonces cuando todo el esfuerzo de años como aprendiz de esta orden se ven desperdiciados. Su Maestre, enfadado, le atribuye la difícil tarea de buscar su espada, elemento de su graduación, por el antiguo Camino de Santiago.
Le tomó varios meses llegar a la decisión de empezar el viaje. Tendría que buscar la espada por este antiguo camino de aproximadamente 800 kilómetros, alejarse de su familia, su trabajo y vivir en condiciones extremas por el tiempo que durara la travesía. 
Luego de despedirse de su esposa en España, Paulo llega a la ciudad de S. Jean Pied-de-Port donde inicia su travesía. Desde aquí, en compañía de su guía espiritual, el misterioso y enigmático Petrus, Paulo se enfrenta a una serie de pruebas y ejercicios que constituyen su evolución en la orden RAM, en el cual conoce a figuras que ponen en apuros su determinación y su fe, sortea peligros insidiosos y tentaciones amenazadoras.
Dentro de la historia se describen cosas extraordinarias, místicas que le ayudan a reencontrarse consigo mismo, con sus deseos e incluso con sus demonios internos. En su recorrido, comienza a aprender algunos ejercicios que a medida que va avanzando hacia Compostela, le son útiles para seguir su camino. En varias ocasiones, Petrus se basa en relatos bíblicos, utilizando parábolas en las que comparte la sabiduría anciana, mágica y ancestral.
El Peregrino de Compostela se complementa con El Alquimista. Ambas novelas narran dos grandes experiencias vitales, dos viajes transformadores.

## Personajes

### Principales
- Paulo Coelho: 38 años. Es un hombre común en busca del conocimiento y de los secretos que lo conducirán a ser un mago y maestre de la orden de RAM.

### Secundarios
- Petrus: Italiano. Diseñador Industrial de profesión, aproximadamente 48 años, cabellos grises y piel quemada por el sol. Es el guía espiritual de Paulo por el Camino. Le enseña las prácticas de RAM.
- La esposa de Paulo (Christina Oiticica): Es la encargada de llevar la espada al lugar en España que le indica el Maestre, le da las indicaciones de lo que tiene que hacer y le brinda todo su apoyo a Paulo.
- Mme. Lawrence: Nombre y clave con que se conoce a la mujer que lo contacta en Francia para darle las claves de su guía. Es ya mayor y mal humorada.

## Publicación
El Peregrino de Compostela se ha convertido en un libro de referencia obligada para todos aquellos que se deciden a emprender la ruta de Santiago por primera vez, y su publicación en todo el mundo ha sido decisiva en la afluencia de peregrinos de la más diversa procedencia.

### en Brasil
En abril de 1987, Paulo Coelho firma el contrato de la 1.ª edición de O diário de um mago con la Editorial Eco.  Aunque las ventas fueron lentas al principio, poco a poco se convertiría en el primer éxito de Paulo Coelho gracias, en gran medida, al empeño en la difusión que el propio autor hacía de su libro.
En junio de 1988, cuando El Alquimista estaba a punto de ser lanzado, El Peregrino de Compostela había vendido más de cuarenta mil copias y llevaba diecinueve semana seguidas en las principales listas de más vendidos de la prensa brasileña. A finales de 1989 Paulo Rocco adquiere los derechos para la publicación de esta novela después de 28 ediciones.

### en España y América Latina
Inicialmente publicado por la editorial Martínez Roca en 1990 y que en 1997 pasaría al catálogo de Editorial Planeta. Desde entonces, El peregrino de Compostela ha superado más de 100 ediciones en España.
En México la publica la editorial Grijalbo, mientras que en Argentina, Chile, Colombia Venezuela se lanzaría con Editorial Planeta.

### en Francia
Le Pèlerin de Compostelle publicado en marzo de 1996 entró directamente en el número 1 de las listas de los libros más vendidos de L'Express y Livres Hebdo, L'Observateur. Es la primera vez en el mercado francés que un autor tiene 3 libros simultáneamente en las listas de los libros más vendidos.
En octubre del mismo año, se lanzó una edición ilustrada, a cargo de la artista plástica Christina Oiticica, de Le Pèlerin de Compostelle.

### en Italia
La primera edición de Il Camino di Santiago, se publicó en septiembre de 2001, ha vendido más de 800.000 copias.

### en Alemania, Austria y Suiza
Diogenes Verlag publicó en 1999 con inmenso éxito. Hasta la fecha se han vendido más de un millón de copias. Si se alinearan todos los ejemplares vendidos de la obra de Paulo Coelho en alemán, más de 12 millones en total, cubrirían una distancia de 987 quilómetros, casi el doble de la distancia entre Einsiedeln (Suiza) y Santiago de Compostela (España). 

### en Corea
Munhakdongne lo publicó en 2006. Esta publicación trajo grandes esperanzas y coraje a muchos lectores coreanos. Entre los viajeros coreanos, El Peregrino de Compostela se conoce como la  la Biblia del Camino de Santiago. Todos ellos, realizan el peregrinaje para encontrarse a sí mismos, probablemente llevan una frase de la novela en sus corazones.

## Premios
En julio de 1999, Paulo Coelho fue el primer intelectual en recibir la Medalla de Oro de Galicia por parte del Consejo de Estado español en reconocimiento a su destacada trayectoria literaria. El entonces presidente de la Junta de Galicia, Manuel Fraga Iribarne, se refirió a Paulo Coelho como "uno de los escritores más importantes de América Latina, y lo elogió por su importante contribución al creciente interés por el Camino de Santiago de Compostela. Con sus escritos ha contribuido a difundir en Brasil, Latinoamérica y por todo el mundo el signo de identificación más notorio que tiene Galicia."
En junio de 2008, en agradecimiento por el trabajo de Paulo Coelho en la divulgación y promoción de Santiago de Compostela y el Camino de Santiago, la ciudad de Santiago de Compostela nombró una de las carreteras, que ingresan a la ciudad, en el barrio de San Marcos junto la calle del Peregrino: “Rúa de Paulo Coelho”.

## Traducciones
Esta novela se ha publicado en 40 idiomas diferentes: albanés, alemán, árabe, búlgaro, catalán, coreano, croata, checo, chino (complejo), chino (simplificado), danés, eslovaco, esloveno, español, estonio, farsi, finlandés, francés, gallego, griego, hebreo, holandés, húngaro, indonesio, inglés, italiano, japonés, letón, lituano, macedonio, malayalam, marathi, noruego, polaco, portugués, rumano, ruso, serbio,  sueco, y turco.

## Inspiración
La peregrinación en el Camino de Santiago inspiró a Paulo Coelho a escribir El Peregrino de Compostela.  
Emprendió el camino en el mes de julio de 1986, acompañado de su guía espiritual. Después de 46 días de peregrinación, entre las piedras de la Plaza del Obradoiro, decidió hacer una crónica de su viaje físico, pero muy especialmente de los cambios que el camino de Compostela inducía en su interior: "“es mejor vivir la experiencia que pensar en ella”. Porque la ruta que conduce a la catedral de Santiago permitió a Paulo Coelho descubrir su leyenda personal."

## Críticas
"Un alquimista para millones de lectores, que escribe libros para hacer el bien, que estimulan nuestra capacidad de soñar, el deseo de buscar y encontrarnos a nosotros mismos a través de esa búsqueda". 
Philippe Douste-Blazy, Ministro de Cultura francés, 1996
“Deslumbrante”, “Revelador”, “Imprescindible”, “Esencial”, “Conmovedor”, “Mágico”, “Personal y profundo”, “un libro de viajes poco convencional”, “estimulante” son algunos de los calificativos usados por los lectores de todo el mundo para referirse al libro en las redes sociales y páginas webs.
"El Diario de un Mago es una peregrinación fascinante."
Revista Paula, Chile, 1993
"Este libro enlaza una fascinante experiencia personal con una serie de elementos reveladores y sorprendentes."
La Nación, Buenos Aires, 1994

## Documentales
A lo largo de los años, Paulo Coelho ha participado en varios documentales sobre el Camino de Santiago para diversos medios internacionales. Hay que destacar:
- Auf dem Jakobsweg / El Camino de Santiago

2000, ZDF, Alemania
Un documental grabado a lo largo del Camino de Santiago en el que Paulo Coelho recuerda su experiencia recorriendo el camino.
- “El alquimista de la palabra”

2001, Discovery Networks
Primera biografía oficial de Paulo Coelho grabada en varios lugares, entre ellos el Camino de Santiago, Irán, Río de Janeiro y Colombia.
- Pilgrimage of the soul. The Santiago Road and The Kumano Road

2001, Aichi Television Broadcasting, Japón
Un documental sobre las peregrinaciones sagradas grabadas en el Camino de Kumano en Japón y el Camino de Santiago desde Saint-Jean-Pied-de-Port a Santiago de Compostela.
- Paulo Coelho. Un peregrino en busca de un sueño

2004, Polo de Imagem, Editorial Planeta (España) y Bompiani (Italia)
En el Camino de Santiago, Paulo Coelho relata en primera persona su vida y las vivencias que le llevaron a emprender este viaje -inicio en Saint-Jean-Pied-de-Port y finalizando en Santiago de Compostela- y explica el efecto que ha tenido en su vida y obra.
- Paulo Coelho on the Road to Santiago de Compostela

2006, TV Inter AS, Noruega
Paulo Coelho invitó a Norwegian TV a acompañarlo en su viaje por la ruta de Francia a Santiago de Compostela, que durante mucho tiempo ha sido una fuente de inspiración para él.
- Benedict Night Frog

Paulo Coelho
My Life
2010, Nightberry and NightFrog Production
Reportaje que hace un recorrido por la vida de Paulo Coelho y está rodado en Cannes, Santiago de Compostela , Ginebra entre otras localizaciones.

## Adaptaciones

### Multimedia
El peregrino de Compostela, que narra su peregrinación a través del Camino de Santiago,  se convirtió  en un gran juego de aventuras para ordenador en 3 dimensiones y de gran calidad, producido por Anne Carrière & Arxel Tribé. El juego se desarrolla durante el siglo XII, época elegida por su riqueza histórica y mítica, que ofrece el escenario perfecto para la expresión de la generosa y humanista filosofía de Paulo Coelho. Previamente se consultó una extensa bibliografía especializada, con la finalidad de responder a las exigencias de rigor histórico del proyecto. El juego está expresamente pensado para desarrollar la lógica y la imaginación a través de la investigación y la resolución de enigmas. Los diseños fueron creados por el ilustrador francés Moebius. Contiene, además, mapas, artículos, pinturas, ofreciendo el mayor material histórico, político y religioso. Fue lanzado al mercado mundial en octubre de 1998 y fue distribuido por una de las más importantes compañías de productos multimedia.

## Otros
Para festejar los veinte años de su peregrinación por el Camino de Santiago, Paulo Coelho emprendió un viaje por tres continentes (Europa, África, Extremo Oriente) que le permitió un contacto directo con millares de lectores. “El sentido del camino está en las personas y siempre vemos mejor el mundo cuando permitimos que el misterio de los encuentros se manifieste”. Es en este contexto cuando escribe la serie de 16 artículos, “Veinte años después”, que fue publicados en periódicos y revistas de todo el mundo como El Semanal (España), Reforma (México), El Nacional (Venezuela), El Universo (Ecuador), Primera Hora (Puerto Rico), El Espectador (Colombia), Asian Age (India).
Para la conmemoración del 25.º aniversario de su publicación, se editó un catálogo con la participación de algunos de los editores de Paulo contando sus experiencias con la novela El Peregrino de Compostela.